# Bankenverband
Bankenverbände sind Zusammenschlüsse von Kreditinstituten zu einer Interessenvertretung in Form eines Verbandes.

## Allgemeines
Die Terminologie „Bankenverband“ wird in der Fachliteratur nicht einheitlich definiert. Gemeint ist dennoch stets der Bankenverband im Allgemeinen, nicht jedoch ein spezieller Bankenverband einer bestimmten Institutsgruppe respektive einer bestimmten Kooperationsstufe. Es handelt sich bei Bankenverbänden um eine „kooperative Form der Zusammenarbeit zwischen Banken, die aufgrund gemeinsamer Interessen durch Verhandlungen und Abmachungen ihr Verhalten gegenseitig koordinieren ...“. Der uneinheitliche Begriffsinhalt liegt auch daran, dass es außerhalb des deutschsprachigen Raumes überwiegend nur Banken und nicht auch Sparkassen gibt.
Bankenverbände sind Unternehmensverbände für Kreditinstitute und gleichzeitig Wirtschaftsverbände. Meist sind diese als nationale Verbände organisiert (z. B. Schweizerische Bankiervereinigung). Teilweise bestehen jedoch regional (z. B. Rheinisch-Westfälischer Genossenschaftsverband), nach Eigentümern (z. B. Bundesverband Öffentlicher Banken Deutschlands oder Bundesverband deutscher Banken) oder fachliche (z. B. Verband der Auslandsbanken in Deutschland) Zusammenschlüsse.

## Geschichte
Erster deutscher Bankenverband war der im Dezember 1884 errichtete „Deutsche Sparkassenverband“, der mit dem 1916 gegründeten „Deutschen Zentral-Giroverband“ und dem 1921 errichteten „Deutschen Verband der kommunalen Banken e. V.“ fusionierte, dem im März 1924 als Dachverband der DSGV übergeordnet wurde.
Im März 1901 kam es zur Gründung des „Centralverband des deutschen Bank- und Bankiergewerbes e. V. (CVBB)“. Nach der Machtergreifung ergaben sich für den CVBB schwerwiegende Folgen. Zunächst mussten in einer Ausschuss-Sitzung vom 8. April 1933 die jüdisch-stämmigen Rudolf Solmssen (Vorstandsvorsitzender) und Otto Bernstein (Geschäftsführer) ihre Ämter niederlegen. Ihnen folgte am 2. Mai 1933 der NSDAP-nahe Otto Christian Fischer, dem Direktor der Reichs-Kredit-Gesellschaft, und der Bankier Carl Tewaag vom Bankhaus Wm. Schlutow. Durch das „Gesetz zur Vorbereitung des organischen Aufbaus der deutschen Wirtschaft“ vom 27. Februar 1934 und die „Erste Durchführungsverordnung“ vom 27. November 1934 erfolgte eine Zusammenführung innerhalb der Wirtschaftszweige nach „Wirtschafts- und Fachgruppen“. Der CVBB firmierte seit November 1934 als „Wirtschaftsgruppe Privates Bankgewerbe (WGPB)“ unter der Leitung von Friedrich Reinhart mit später über 1800 Mitgliedern.
Der CVBB bestand bis 1945. Nach seiner Auflösung entstanden im September 1948 regionale Landesverbände, die sich noch im selben Jahr zur „Arbeitsgemeinschaft der Verbände des privaten Bankgewerbes“ zusammenschlossen. Diese Arbeitsgemeinschaft trat dem im April 1951 gegründeten Bundesverband für das private Bankgewerbe mit Geschäftssitz in Köln bei.
Die „Schweizerische Bankiervereinigung“ entstand im November 1912, der „Verband österreichischer Banken und Bankiers“ im April 1946 und der „Liechtensteinische Bankenverband“ im Dezember 1969.
Im Dezember 1975 schlossen sich Sparkassen, öffentliche Versicherungen und sonstige Finanzdienstleister in Deutschland mit dem Ziel des Allfinanzangebots zu einem Verbund unter dem Namen Sparkassen-Finanzgruppe zusammen.

## Aufgaben
Zu den Aufgaben der Bankenverbände gehören typischerweise
- die Repräsentation gegenüber staatlichen Stellen als eine Interessenvertretung von Kreditinstituten (Lobbyarbeit),
- die Förderung lokaler Finanzplätze,
- gemeinsam mit den Regulierungsbehörden eine Selbstregulierung des Bankwesens vorzunehmen,
- gemeinsame technische und rechtliche Standards der Branche zu erarbeiten,
- die Unterstützung und Beratung der Mitglieder.

Oftmals sind die Bankenverbände auch Träger der
- Einlagensicherungseinrichtungen,
- Organisation zur Ausbildung der Bankmitarbeiter,
- Versorgungskassen der Bankmitarbeiter.

Teilweise sind die Verbände auch als Arbeitgeberverband Tarifpartner der Gewerkschaften. Daneben gibt es Bankenverbände zu Teilaspekten des Bankgeschäftes wie der Bundesverband für strukturierte Wertpapiere.

## Bankenverbände

### Global
- Institute of International Finance (IIF).

### Europa
- European Banking Federation (EBF),
- Euro Banking Association (EBA),
- European Savings and Retail Banking Group (ESBG),
- Inter-Alpha Group of Banks.

### Deutschland
Deutschland verfügt aufgrund des Dreisäulensystems der deutschen Kreditwirtschaft im Gegensatz zu den meisten anderen Ländern nicht über einen zentralen Bankenverband, sondern über mehrere Spitzenverbände der Institutsgruppen:
- Bundesverband der Deutschen Volksbanken und Raiffeisenbanken (BVR),
- Bundesverband deutscher Banken (BdB),
- Bundesverband Öffentlicher Banken Deutschlands (VÖB),
- Deutscher Sparkassen- und Giroverband (DSGV) als Dachverband der zwölf regionalen Sparkassen- und Giroverbände,
- Verband deutscher Pfandbriefbanken (vdp) (früher: Verband deutscher Hypothekenbanken).

Diese fünf Verbände sind im Dachverband Die Deutsche Kreditwirtschaft zusammengeschlossen.
Innerhalb der Bankenverbände gibt es teilweise regionale Untergliederungen wie den Bayerischen und den Ostdeutschen Bankenverband (OstBV) im BdB, in dem die privaten Banken der neuen Bundesländer Mitglied sind. Bei den Sparkassen gibt es entsprechend Rheinischer Sparkassen- und Giroverband oder den Sparkassenverband Bayern.

### Andere Länder
| Land                   | Verband | Abk.    |
| ---------------------- | --- | ------- |
| Schweiz                | Schweizerische Bankiervereinigung                                                                               | SBVg    |
| Österreich             | Verband österreichischer Banken und Bankiers, Verband der österreichischen Landes-Hypothekenbanken              |         |
| Liechtenstein          | Liechtensteinischer Bankenverband                                                                               | LBV     |
| Belgien                | Belgische Vereniging van Banken en Beursvennootschappen Association belge des Banques et des Sociétés de Bourse | BVB ABB |
| Dänemark               | Finansrådet |         |
| Estland                | Eesti Pangaliit                                                                                                 |         |
| Finnland               | Finanssialan Keskusliitto                                                                                       | FK      |
| Frankreich             | Association française des banques Fédération bancaire française                                                 | AFB FBF |
| Bulgarien              | Association of Banks in Bulgaria                                                                                |         |
| Vereinigtes Königreich | British Bankers’ Association                                                                                    | BBA     |
| Italien                | Associazione bancaria italiana                                                                                  | ABI     |
| Luxemburg              | Association des Banques et Banquiers du Luxembourg                                                              | ABBL    |
| Niederlande            | Nederlandse Vereniging van Banken                                                                               | NVB     |
| Norwegen               | Finansnæringens Hovedorganisasjon                                                                               | FNH     |
| Polen                  | Związek Banków Polskich                                                                                         | ZBP     |
| Portugal               | Associação Portuguesa de Bancos                                                                                 | APB     |
| Schweden               | Svenska Bankföreningen                                                                                          |         |
| Slowakei               | Slovenská banková asociácia                                                                                     | SBA     |
| Slowenien              | Združenju bank Slovenije                                                                                        | ZBS     |
| Spanien                | Asociación Española de Banca                                                                                    | AEB     |
| Ungarn                 | Magyar Bankszövetség                                                                                            |         |